# Nosodendron prudeki
Nosodendron prudeki is een keversoort uit de familie van de boomsapkevers (Nosodendridae). De wetenschappelijke naam van de soort is voor het eerst geldig gepubliceerd in 2000 door Jiří Háva.